# Liste d'entreprises ferroviaires
 (septembre 2016).
Si vous disposez d'ouvrages ou d'articles de référence ou si vous connaissez des sites web de qualité traitant du thème abordé ici, merci de compléter l'article en donnant les références utiles à sa vérifiabilité et en les liant à la section « Notes et références ».
La liste d'entreprises ferroviaires est une liste non exhaustive d'entreprises ferroviaires présentées dans l'ordre alphabétique des continents et des pays. Cette liste comprend des exploitants actuels et du passé.

## Afrique
Associations ferroviaires :
- Association des chemins de fer sud-africains (SARA, Southern African Railway Association), qui représente :
  - CFB (Chemin de fer de Benguela en Angola)
  -  Botswana Railway
  -  CFM (Chemins de fer du Mozambique)
  -  Malawi Railway
  -  Central East African Railway in Malawi
  -  TransNamib
  -  Swaziland Railway
  -   Tazara (Tanzania/Zambia Railway Authority)
  -  Zambia Railway
  -  Tanzania Railways Corporation
  -  NRZ (National Railways of Zimbabwe)
  -  Beitbridge Bulawayo Railway
  -  Metrorail d'Afrique du Sud
  -  Spoornet (Afrique du Sud)

- Union des chemins de fer africains (UAR, Union of African Railways)

Entreprises ferroviaires :
- Afrique du Sud
  - South African Railways (SAS/SAR)

- Algérie
  - Société nationale des transports ferroviaires (SNTF)

- Angola
  - Caminho de ferro de Luanda CFL
  - Chemin de fer de Benguela CFB
  - Caminho de ferro de Moçamedes CFM

- Bénin
  - Office des Chemins de fer du Bénin (OCBN)

- Botswana
  - Botswana Railway

- Burkina Faso
  - SITARAIL

- Cameroun
  - Camrail (REGIFERCAM)

- République démocratique du Congo
  - (L'exploitation du réseau ferroviaire de la république démocratique du Congo a cessé à cause de la guerre civile en cours)

- République du Congo
  - Chemin de fer Congo-Océan (CFCO)

- Côte d'Ivoire
  - Sitarail

- Égypte
  - Chemins de fer égyptiens

- Éthiopie
  - Chemin de fer Djibouti-Addis-Abbéba

- Érythrée
  - Chemins de fer érythréens

- Gabon
  - Transgabonais

- Ghana
  - Ghana railways & ports (GRP) (Le réseau ferroviaire du Ghana est dans un état d'abandon presque total)

- Guinée
  - Office National du Chemin de fer de Guinée (Le réseau ferroviaire de la Guinée est en très mauvais état)
  - Chemin de fer Boké (CFB)

- Kenya
  - Kenya railways

- Liberia
  - Bong Mining Co
  - Lamgo JV Operating Co

- Libye
  - (Néant)

- Madagascar
  - Ligne Fianarantsoa-Côte Est (FCE)
  - Madarail

- Malawi
  - Malawi Railways Ltd

- Mali
  - Dakar-Bamako Ferroviaire exploitant de la ligne de chemin de fer de Dakar au Niger.

- Mauritanie
  - Chemin de fer de Mauritanie

- Maroc
  - Office national des chemins de fer (ONCF)

- Mozambique
  - Chemins de fer de l'État du Mozambique

- Namibie
  - Transnamib

- Niger
  - Chemins de fer du Niger

- Nigeria
  - Nigerian Railway Corporation

- République centrafricaine
  - (Néant)

- Sénégal
  - Dakar-Bamako Ferroviaire exploitant de la ligne de chemin de fer de Dakar au Niger.
  - PTB, Le Petit Train de Banlieue

- Soudan
  - Sudan Railways

- Eswatini
  - Swaziland Railway

- Tanzanie
  - (Néant)

- Tchad
  - (Néant)

- Togo
  - Régie des chemins de fer du Togo (RCFT)

- Tunisie
  - Société nationale des chemins de fer tunisiens (SNCFT)

- Zambie
  - Chemins de fer de Zambie

- Zimbabwe
  - National Railways of Zimbabwe

## Amérique du Nord
- Canada
  - Canadien National (CN) (Compagnie des chemins de fer nationaux du Canada)
  - Canadien Pacifique (CP)
  - Chemin de fer Charlevoix (CFC)
  - Compagnie de Chemin de fer Roberval-Saguenay (CFRS)
  - Chemin de fer Cartier (CFC)
  - Chemin de fer Québec Central (CFQC)
  - Chemins de fer Québec-Gatineau (CFQG)
  - GO Transit (GO)
  - Ontario Northland Railway (ONR)
  - Rocky Mountaineer (en) (RMRX)
  - Via Rail Canada (VIA)
  - Chemin de fer Arnaud (CFA)
  - Chemin de fer de la Côte-Nord et du Labrador (QNS&L)

- Réseaux historiques
  - BC Rail (en) (BCR) ex British Columbia Railway (BCOL)
  - Canadian Northern Railway (CNR ou CNoR)
  - Champlain and St. Lawrence Railroad
  - Devco Railway (en) (DVR)
  - Grand Tronc (Grand Trunk Railway Company of Canada) (GTR) (pas de sigle de l'AAR crée en 1934 après la faillite de GTR)
  - Chemin de fer Intercolonial (Intercolonial Railway) (ICR)
  - Kettle Valley Railway (en) (KVR)
  - Newfoundland Railway (en) (NFLD)
  - Chemin de fer Saint-Laurent & Atlantique (SLQ) Québec (SLR) États-Unis
  - Southern Railway of British Columbia (SRY, anciennement BCER)

- États-Unis
  - Airlake Terminal Railway (en) (ALT, ALKX)
  - Alabama and Florida Rail Road Company (en)
  - Alabama and Florida Railroad (en)
  - Alaska Railroad (ARR)
  - Amtrak (AMTK, AMTZ)
  - AN Railway (en) (AN)
  - Arizona and California Railroad (en) (ARZC)
  - Atchison, Topeka and Santa Fe Railway (AT&SF)
  - Auto-Train Corporation
  - Bay Area Rapid Transit (BART)
  - Boston and Maine Corporation (BM)
  - Baltimore and Ohio Railroad (B&O)
  - BHP Nevada Railroad (en) (BHP)
  - BNSF Railway (BNSF)
  - Brightline (BLFX)
  - Burlington Junction Railway (en) (BJRY)
  - Burlington Northern Railroad (BN)
  - Burlington Northern and Santa Fe Railway (BNSF)
  - California High-Speed Rail (CHSRA)
  - Caltrain (JPBX)
  - Central Pacific Railroad (CPRR)
  - Chesapeake and Ohio Railway (C&O, CO)
  - Chessie System
  - Chicago and North Western Railway (CNW)
  - Chicago, Burlington and Quincy Railroad (CBQ)
  - Chicago Great Western Railway (CGW)
  - Chicago, Milwaukee, St. Paul and Pacific Railroad (Milwaukee Road) (MILW)
  - Chicago Transit Authority (CTA)
  - Chicago South Shore and South Bend Railroad (en) (CSS)
  - Chicago, Rock Island and Pacific Railroad (RI, ROCK)
  - Conrail (CR)
  - CSX Transportation (CSXT)
  - Cumbres and Toltec Scenic Railroad (en) (C&TS)
  - Delaware & Hudson Railway
  - Delaware and Ulster Railroad
  - Denver & Pacific Railroad
  - Denver & Rio Grande Railroad
  - Denver & Rio Grande Western Railroad (D&RGW)
  - Denver & Salt Lake Railroad
  - Denver, Northwestern & Pacific Railroad
  - Detroit, Toledo & Ironton Railroad
  - Edaville Railroad
  - Florida East Coast Railway
  - Great Northern Railroad
  - Illinois Central Gulf Railroad
  - Katy
  - Kansas City Southern Railway
  - Long Island Railroad
  - Maine Central Railroad
  - Manitou and Pike's Peak Railway
  - Chicago, Milwaukee, St. Paul and Pacific Railroad
  - Missouri Pacific Railroad
  - Chemin de fer à crémaillère du Mont Washington
  - New York Central Railroad
  - New York, New Haven and Hartford Railroad
  - New York and Atlantic Railway (en)
  - Norfolk Southern
  - Northeast Illinois Regional Commuter Railroad
  - Northern Pacific Railroad
  - Pacific Electric Railway
  - Penn Central Railroad
  - Pennsylvania Railroad
  - Pere Marquette Railroad
  - Reading Railroad
  - Soo Line Railroad
  - Southeastern Pennsylvania Transportation Authority (SEPTA)
  - Southern Pacific Railroad (SP)
  - Union Pacific Railroad (UP)
  - Washington Metropolitan Area Transit Authority (WMATA)
  - Wabash Railroad
  - Western Pacific Railroad
  - Virginia Railway Express

- Mexique
  - Ferrocarriles Nacionales de México (Chemins de fer nationaux du Mexique)(autrefois)
  - Ferromex (consortium privé) (de nos jours)

Voir aussi Liste des chemins de fer américains

## Amérique du SudetAmérique centrale
- Argentine
  - Ferrocarriles Argentinos (FA) (Chemins de fer argentins)
  - Chemin de fer industriel Río Gallegos - Río Turbio (RFIRT)
  - Chemin de fer Domingo Faustino Sarmiento (FCDFS)
  - Chemin de fer General Manuel Belgrano (FCGMB)
  - Chemin de fer General Bartolomé Mitre (FCGBM)
  - Chemin de fer General San Martín (FCGSM)
  - Chemin de fer General Roca (FCGR)
  - Chemin de fer General Urquiza (FCGU)
  - Tren a las Nubes ou Train des nuages
  - Viejo Expreso Patagónico ou La Trochita
- Belize
  - (Il n'y a plus de chemins de fer au Belize)
  - Stann Creek Railway (fermé dans les années 1950)

- Bolivie
  - Empresa Nacional de Ferrocarriles (ENFER) (Entreprise nationale des Chemins de fer de Bolivie)

- Brésil
  - América Latina Logística do Brasil S.A (ALL)
  - Carajás (Compagnie Vale do Rio Doce)
  - Companhia Brasileira de Trens Urbanos (CBTU)
  - Companhia Ferroviária do Nordeste (CFN)
  - Companhia Fluminense de Trens Urbanos (FLUMITRENS)
  - Estrada de Ferro do Corcovado
  - Estrada de Ferro Paraná Oeste S.A. (FERROPAR)
  - FERRONORTE S.A.
  - Ferrovia Tereza Cristina S.A. (FTC)
  - Ferrovias Bandeirantes S.A. (FERROBAN)
  - Ferrovia Novoeste S.A.
  - Ferrovia Centro-Atlântica S.A. (FCA)
  - MRS Logística S.A.
  - Rede Ferrovairia Federal SA (RFFSA)
  - Vitória a Minas (Compagnie Vale do Rio Doce)
  - VALEC S.A.

Voir aussi Transport ferroviaire au Brésil
- Chili
  - Ferrocarriles del Estado (Chemin de fer chiliens de l'État)

- Colombie
  - Ferrocarriles Nacionales de Colombia (Chemins de fer nationaux de Colombie)

- Costa Rica
  - National Atlantic Railroad
  - Pacific Electric Railroad

- Cuba
  - Ferrocarriles Nacionales de Cuba (Chemins de fer nationaux de Cuba)

- Équateur
  - Empresa de Nacional Ferrocarriles del Estado (Entreprise nationale des chemins de fer de l'État)

- Guatemala
  - Ferrocarril de Guatemala (FEGUA) (Chemins de fer du Guatemala)

- Guyana

- Honduras
  - Ferrocarril Nacional
  - Vaccaro Railway
  - Tela Railroad

- Jamaïque
  - Jamaica Railway Corporation

- Nicaragua
  - Ferrocarril del Pacifico de Nicaragua (Chemin de fer du Pacifique du Nicaragua)

- Panama
  - Chemin de fer du Canal de Panama
  - Chiriqi National Railroad

- Paraguay
  - Ferrocarril Presidente Carlos Antonio Lopez (Chemin de fer Président Carlos Antonio Lopez)

- Pérou
  - Empresa nacional de ferrocarriles del Peru (Enafer) (Entreprise nationale des chemins de fer du Pérou)

- Salvador
  - Ferrocarriles Nacionales de El Salvador (FENADESAL) (Chemins de fer nationaux du Salvador)

- Suriname
  - Surinam Government Railway

- Uruguay
  - Administracion de Ferrocarriles del Estado

- Venezuela
  - Ferrocarriles Nacionales de Venezuela (Chemins de fer nationaux du Venezuela)

## Asie
- Afghanistan
  - O'zbekiston Temir Yo'llari (en) (UTY) pour la ligne reliée à l'Ouzbekistan
  - Türkmendemirýollary (en) (TDY) pour les lignes reliées au Turkménistan

- Arabie saoudite
  - Saudi Government Railroad Administration

- Bangladesh
  - Bangladesh Railway

- Birmanie
  - Union des chemins de fer birmans

- Chine
  - Chemins de fer de la république populaire de Chine
  - Kowloon-Canton Railway Corporation

- Corée du Nord
  - Chemins de fer coréens (KL)

- Corée du Sud
  - Korean National Railroad (KNR)

- Émirats arabes unis
  - Etihad Rail

- Inde
  - Chemins de fer indiens (Indian Railways)

- Indonésie
  - Compagnie des chemins de fer indonésiens (PT Kereta Api)

- Irak
  - Chemins de fer de la République d'Irak

- Iran
  - Compagnie nationale des chemins de fer iraniens

- Israël
  - Chemins de fer israéliens

- Japon
  - Japan Railway
  - Voir aussi : Liste des chemins de fer japonais

- Jordanie
  - Chemin de fer du Hedjaz

- Kirghizistan
  - Kirghiz Temir Jolou

- Liban
  - Chemins de fer de l'État du Liban

- Malaisie
  - Keretapi Tanah Melayu (Chemins de fer malais)

- Népal
  - Nepal Government Railway (en) (NGR, disparue en 1965)
  - Nepal Railways (NR ou NRC)

- Pakistan
  - Pakistan Railways (PR)

- Philippines
  - Philippine National Railways

- Sri Lanka
  - Sri Lanka Government Railway

- Syrie
  - Chemins de Fer Syriens
  - Chemin de fer du Hedjaz

- Taïwan
  - Taiwan Railway Administration

- Thaïlande
  - Chemins de fer de l'État de Thaïlande

- Turquie
  - Türkiye Cumhuriyeti Devlet Demiryolları (TCDD)

- Viêt Nam
  - Vietnam Railways (VNR - Đường sắt Việt Nam)

## Europe
- Albanie
  - HSh (Chemins de fer albanais Hekurudha e Shqiperise)

- Allemagne

- - Deutsche Bahn (DB-AG - Chemins de fer fédéraux allemands 1994-)
    - Deutsche Bundesbahn (DB - Chemins de fer fédéraux allemands)
    - Deutsche Reichsbahn (DR - Chemins de fer de l'État allemand (RDA) ; la fusion DB-DR en DB-AG a eu lieu quatre ans après la réunification allemande)

  - Deutsche Reichsbahn-Gesellschaft (DRB - Chemins de fer allemands du Reich 1920-1945)
  - Railion ancien nom de DB Schenker Rail
  - SBB Cargo Deutschland
  - HGK
  - MWB
  - ITL
  - CTL Deutschland
  - TX Logistik
  - Flixtrain

- Autriche
  - ÖBB (Chemins de fer fédéraux autrichiens - Österreichische Bundesbahnen)
  - BBÖ (Chemins de fer fédéraux autrichiens - Bundesbahn Österreich - jusqu'en 1938)
  - STLB (Chemins de fer de la province de Styrie - Steiermärkische Landesbahnen)
  - MBS (Montafonerbahn - Schruns, ligne de Bludenz à Schruns)
  - WESTbahn opérateur de trains de voyageurs entre Vienne et Salzbourg

- Biélorussie
  - BCh (Chemins de fer biélorusses - Belaruskaya Chyhunka)

- Belgique
  - SNCB/ NMBS (Société nationale des chemins de fer belges / Nationale Maatschappij der Belgische Spoorwegen)
  - Trainsport
- Bosnie-Herzégovine
  - ŽFBH (Chemins de fer de Bosnie-Herzégovine - Željeznice Federacije Bosne i Hercegovine)
  - ŽRS (Chemins de fer de la république serbe de Bosnie - Željeznice Republike Srpske)

- Bulgarie
  - BDŽ (Chemins de fer bulgares de l'État - Bâlgarski Dâržavni Železnitsi)

- Croatie
  - HŽ (Chemins de fer Croates - Hrvatske željeznice)

- Danemark
  - DSB (Chemins de fer danois de l'État - Danske StatsBaner)
  - Arriva Danemark
  - GDS/HFHJ (Gribskovbanen / Hillerød-Frederiksværk-Hundested Jernbane)
  - HHJ (Odderbanen (Hads-Ning Herreders Jernbane))
  - HL (Capital City Local Railways - Hovedstadens Lokalbaner)
  - HTJ/OHJ (Høng-Tølløse Jernbane / Odsherreds Jernbane)
  - LJ (Lollandsbanen)
  - LN (Lille Nord)
  - LNJ (Lyngby-Nærum Jernbane)
  - NJ (North Jutland Railways - Nordjyske Jernbaner}
  - ØSJS (Chemins de fer de l'Est - Østbanen (Østsjællandske Jernbaneselskab))
  - VLTJ (Lemvigbanen (Vemb-Lemvig-Thyborøn Jernbane))
  - VNJ (Chemins de fer de l'Ouest - Vestbanen (Varde-Nørre Nebel Jernbane))

- Espagne
  - Renfe (Réseau national des chemins de fer espagnols - Red Nacional de los Ferrocarriles Españoles)
  - Feve (Chemin de fer à voie étroite - Ferrocarriles de vía estrecha) de 1965 à 2012
  - Euskotren Trena (Chemins de fer basques - (Eusko Trenbideak)
  - FGC (Chemins de fer de la Généralité de Catalogne - Ferrocarrils de la Generalitat de Catalunya)
  - FGV (Chemins de fer de la généralité de Valence - Ferrocarrils de la Generalitat Valenciana)
  - FS (Chemin de fer Sóller - Ferrocarril de Sóller)
  - SFM (Services ferroviaires de Majorque - Serveis Ferroviaris de Mallorca)
  - Ouigo España

- Estonie
  - Raudteeamet Administration des chemins de fer estoniens (régulateur créé en 1999)
  - EVR Chemins de fer estoniens - Eesti Raudtee (privatisés en 2001)
  - Edelaraudtee Chemins de fer du Sud-Ouest (1996)
  - Elron (rail) Electric Railway (Tallinn suburban railway) (1998-)
  - GoRail.

- Finlande
  - VR-Yhtymä Oy (VR, VR Ltd, ou VR Oy)

- France

sur le réseau ferré national :
- - SNCF, l'entreprise ferroviaire publique, également affectataire du réseau ferré national.
  - Combirail, filiale du Groupe Combronde.
  - CFD, compagnie de Chemins de Fer Départementaux
  - PLM, Paris-Lyon-Marseille et plus tard Paris-Lyon-Méditerranée, quand la ligne a été prolongée sur le sol Algérien.
  - Les Chemins de fer de Paris-Orléans, achetés par l'Etat à l'origine de la SNCF.
  - Les Chemins de fer de l'Est, achetés par l'Etat à l'origine de la SNCF.
  - Les Chemins de fer l'Ouest, achetés par l'Etat à l'origine de la SNCF.
  - Les Chemins de fer du Nord, achetés par l'Etat à l'origine de la SNCF.
  - Flexrail
  - Actirail, filiale de Actual
  - DB Cargo France, anciennement ECR et filiale de la Deutsche Bahn
  - Captrain France, anciennement VFLI et filiale de la SNCF
  - Chemin de fer du Blanc-Argent, ligne à voie métrique exploitée par Keolis, filiale de la SNCF, entre Salbris et Luçay-le-Mâle
  - CFL Cargo, filiale des CFL
  - Colas Rail, entreprise de travaux ferroviaires filiale du groupe Bouygues
  - TSO, entreprise de travaux ferroviaires
  - Trenitalia
  - TPCF, Opérateur ferroviaire de proximité basé à Rivesaltes
  - CFR (Compagnie Ferroviaire Régionale), Opérateur ferroviaire de proximité basé à Cercy-la-Tour dans le Morvan
  - Europorte Channel, filiale de Getlink pour le transport Transmanche
  - Europorte, filiale de Getlink issu de l'ancienne Veolia Cargo
  - Lineas France, anciennement OSR France
  - Crossrail Benelux
  - Naviland Cargo, anciennement CNC Transport, filiale de la SNCF
  - RENFE
  - Railcoop
  - Le Train
  - ETF Services, entreprise de travaux ferroviaires filiale de Vinci
  - COMSA Rail Transport
  - RDT13
  - ETMF, Entreprise de transport et matériels ferroviaires
  - SBE Souchon, entreprise de travaux ferroviaires filiale du groupe Spie Batignolles
  - Eiffage-Mecoli, entreprise de travaux ferroviaires filiale du groupe Eiffage
  - Ferrail, entreprise de travaux ferroviaires Español exerçant principalement en France.
  - ETMF; [Entreprise de Transport de Matériel Ferroviaire], entreprise spécialisée dans la conduite de Trains d'infrastructure et pilotage d'engins autonomes

Source : Établissement public de sécurité ferroviaire EPSF
sur d'autres réseaux :
- - RATP
  - Chemins de fer de la Corse, exploitant deux lignes à voie étroite : Bastia-Ajaccio et Calvi-Ponte Leccia du réseau de la Collectivité territoriale de Corse
  - Europorte Channel sur le réseau Eurotunnel
  - CFTA, filiale de Veolia Transdev exploitant plusieurs lignes secondaires en France
  - Régie régionale des transports, pour les Chemins de fer de Provence (Ligne de Nice à Digne).
  - SNC-Lavalin, ligne à voie métrique du Chemin de fer à crémaillère du puy de Dôme

- Grèce
  - OSE (Organisation des chemins de fer grecs - Organismós Sidirodrómon Elládos)

- Hongrie
  - MÁV (Chemins de fer hongrois de l'État - Magyar Államvasutak)
  - GySEV (Chemins de fer Győr-Sopron-Ebenfurth - Győr-Sopron-Ebenfurti Vasút)

- Islande
  - Excepté une courte ligne qui a servi à la construction du port de Reykjavik au début du XXe siècle, il n'a jamais existé de chemins de fer en Islande.

- Irlande
  - Iarnród Éireann - Chemins de fer irlandais, filiale de Córas Iompair Éireann (CIÉ)

- Italie
  - Trenitalia (Filiale voyageurs des FS - voir ci-après)
  - FS (Chemins de fer italiens de l'État - Ferrovie dello Stato)
  - Chemins de fer régionaux en Italie
  - Nuovo Trasporto Viaggiatori (NTV),opérateur de trains de voyageurs à grande vitesse, de type AGV, sous la marque .Italo depuis le 28 avril 2012.
  - ARST - Société régionale de transport sarde

- Lettonie
  - LDz (Chemins de fer lettons - Latvijas dzelzceļš)

- Liechtenstein
  - ÖBB (chemin de fer fédéraux autrichiens - Österreichische Bundesbahnen)
  - Il n'y a pas de compagnie propre au pays

- Lituanie
  - LG (Chemins de fer lituaniens - Lietuvos geležinkeliai)

- Luxembourg
  - CFL (Société nationale des chemins de fer luxembourgeois)

- Macédoine du Nord
  - MŽ (Makedonski Železnici)

- Moldavie
  - CFM (Chemins de fer moldaves - Calea Ferata din Moldova)

- Monténégro
  - ŽCG (Chemins de fer du Monténégro - Železnice Crne Gore)

- Norvège
  - Vy (compagnie principale, anciennement appelée Chemins de fer de l'État Norvégien - Norges Statsbaner)
  - (Urskog-Hølandsbanen (no) - UHB)

- Pays-Bas
  - NS (Chemins de fer néerlandais - Nederlandse Spoorwegen)
  - NoordNed
  - Veolia Transport
  - Syntus
  - Connexxion
  - DB Regionalbahn Westfalen

- Pologne
  - PKP (Chemins de fer polonais de l'État - Polskie Koleje Państwowe)

- Portugal
  - CP (Chemins de fer portugais - Caminhos de ferro portugueses)
  - Fertagus

- Roumanie
  - CFR (Compagnie nationale des chemins de fer - Căile Ferate Române « CFR »)
  - REMAR (Société privée de réparation du matériel roulant - REMAR S.A. Paşcani « REMAR S.A. »). Devenue « Electroputere VFU Pascani » S.A. appartenant à Grampet Group (réparation, construction de véhicules ferroviaires, maintenance, etc.)
  - Astra Trans Carpatic « ATC », entreprise de transport de voyageurs

- Royaume-Uni
  - Eurostar
  - Eurotunnel
  - Voir l'article Système ferroviaire britannique pour avoir une liste des exploitants actuels et une liste partielle des sociétés ferroviaires historiques.
  - London Underground (métro de Londres)
  - Northern Ireland Railways
  - British Rail (1948-1996)

- Russie
  - RZhD (Compagnie des chemins de fer russes - Russkiye Zheleznye Dorogi)

- Serbie
  - ŽS (Chemins de fer serbes - Železnice Srbije)

- Slovaquie
  - Železničná spoločnosť, a. s
  - Železničná spoločnosť Cargo Slovakia (ZSSK Cargo)
  - ŽSSK (Railway Company plc - Železničná spoločnosť Slovensko, a.s.)
  - ŽSR (Chemins de fer de la République slovaque - Železnice Slovenskej Republiky)
  - ČSD (Chemins de fer tchécoslovaques - Československé dráhy)
  - RegioJet, compagnie privée tchèque appartenant à Student Agency et Keolis (SNCF) opérant d'une part sur une ligne régionale, et d'autre part une desserte quotidienne frontalière en provenance de République tchèque.

- Slovénie
  - Slovenske Železnice (SŽ : Chemins de fer slovènes)

- Suède
  - Statens Järnvägar (SJ : Chemins de fer de l'État)
  - Green Cargo
  - Malmtrafik i Kiruna AB (MTAB)
  - Snälltåget
  - Vy Tåg

- Suisse - Voir aussi : Liste des chemins de fer suisses
  -     - AAE - Ahaus Alstätter Eisenbahn
    - AAR - AAR bus + bahn
    - AB - Appenzeller Bahnen
    - AL - Aigle-Leysin (voir aussi sous TPC)
    - AOMC - Aigle-Ollon-Monthey-Champéry (voir aussi sous TPC)
    - ASD - Aigle-Sépey-Diablerets (voir aussi sous TPC)
    - ASm - Aare-Seeland Mobil
    - BAM - Bière-Apples-Morges
    - BC - Blonay-Chamby
    - BDWM - Bremgarten-Dietikon Bahn et Wohlen-Meisterschwanden
    - BLM - Bergbahn Lauterbrunnen-Mürren
    - BLS - Bern-Lötschberg-Simplon (Chemin de fer du Lötschberg)
    - BLT - Baselland Transport
    - BOB - Berner Oberland-Bahnen
    - BRB - Brienz Rothorn Bahn
    - BT - Bodensee Toggenburg Bahn
    - BVB - Chemin de fer Bex-Villars-Bretaye (voir aussi sous TPC)
    - BVZ - Brig-Visp-Zermatt (voir aussi sous MGB)
    - CCB - Chemin de fer Clarens–Chailly–Blonay
    - CFF - Chemins de fer fédéraux (SBB - Schweizerische Bundesbahnen, FFS - Ferrovie Federali Svizzere)
    - CEG - chemins de fer électriques de la Gruyère
    - CEV - Chemins de fer électriques veveysans (voir aussi sous MVR)
    - CIS - Cisalpino
    - CJ - Chemins de fer du Jura
    - Db - Dolderbahn
    - DFB - Dampfbahn Furka-Bergstrecke
    - FART - Ferrovie Autolinee Regionali Ticinesi
    - FB - Forchbahn
    - FLP - Ferrovia Lugano-Ponte Tresa
    - FO - Furka-Oberalp (voir aussi sous MGB)
    - FW - Frauenfeld-Wil
    - GGB - Gornergrat Bahn
    - JB - Jungfraubahn
    - LEB - Lausanne-Échallens-Bercher
    - LO - Lausanne-Ouchy
    - MC - Martigny-Châtelard
    - MGB - Matterhorn-Gotthard-Bahn (fusion entre FO et BVZ)
    - MG - Monte Generoso
    - MGN - Montreux-Glion-Rochers de Naye (voir aussi sous MVR)
    - MIB - Meiringen-Innertkirchen Bahn
    - MOB - Montreux-Oberland Bernois
    - MVR - Montreux-Vevey-Riviera (fusion de MGN et CEV)
    - NStCM - Chemin de fer Nyon-Saint-Cergue-Morez
    - OC - Orbe-Chavornay
    - ÖBB (Oebb) - Oensingen-Balsthal-Bahn
    - PAC - Parc d'Attractions du Châtelard
    - PB - Pilatusbahn
    - PBr - Pont-Brassus
    - RA - RegionAlps SA
    - RB - Rigi-Bahnen
    - RBS - Regionalverkehr Bern-Solothurn
    - RhB - Chemin de fer rhétique (Rhätische Bahn ou Ferrovia Retica)
    - SOB - Schweizerische Südostbahn
    - SPB - Schynige Platte-Bahn
    - SVB - Städtische Verkehrsbetriebe Bern, plus connue sous le nom Bernmobil
    - ST - Sursee-Triengen-Bahn
    - SZU - Sihltal Zürich Uetliberg Bahn
    - TB - Trogenerbahn
    - THURBO - Thurbo
    - TL - Transports lausannois
    - TMR - Transports de Martigny et Régions
    - TN - Transports publics du littoral neuchâtelois
    - TNT - Train nostalgique du Trient
    - TPC - Transports publics du Chablais (fusion de AL, AOMC, ASD et BVB)
    - TPF - Transports publics fribourgeois (fusion du GFM et des entreprises de transports fribourgeois)
    - TPG - Transports publics genevois (Anciennement CGTE, Compagnie Genevoise des Tramways Électriques)
    - TRAVYS - Transports Vallée de Joux, Yverdon-les-Bains, Sainte Croix
    - TRN - Transports régionaux neuchâtelois
    - VBZ - Verkehrsbetriebe Zürich
    - WAB - Wengernalpbahn
    - WB - Waldenburgbahn
    - WSB - Wynental- und Suhrentalbahn
    - YSC - Chemin de fer Yverdon-Sainte-Croix
    - ZB - Zentralbahn

- Tchéquie
  - ČD (Chemins de fer tchèques - České dráhy)
  - ČSD (Chemins de fer tchécoslovaques - Československé dráhy)
  - LEO Express
  - RegioJet

- Ukraine
  - UZ (Chemins de fer ukrainiens - Ukrzaliznytsia)

## Océanie
- Australie
  - SRA (State Rail Authority, Nouvelle-Galles du Sud)
  - QR (Queensland Rail)
  - VicRail (Victorian Railways)
  - Westrail (Western Australia Railways)

- Nouvelle-Zélande
  - TRANZrail Chemins de fer de Nouvelle-Zélande